# Bảo tàng Khu vực ở Bobolice
Bảo tàng Khu vực ở Bobolice (tiếng Ba Lan: Muzeum Regionalne w Bobolicach) là một bảo tàng tọa lạc tại số 5 Quảng trường Chiến thắng, Bobolice, Ba Lan. Bảo tàng này là một đơn vị tổ chức thành phố trực thuộc trung ương.

## Lịch sử
Bảo tàng đầu tiên ở Bobolice là Bảo tàng Heimatmuseum. Bảo tàng này được thành lập vào năm 1923 theo khởi xướng của Hiệp hội Du lịch và Bảo vệ Văn hóa Quốc gia (tiếng Đức: Verein für Heimatschutz und Heimatkunde). Trụ sở của bảo tàng lần lượt là tòa nhà của Văn phòng Quận trên phố Pocztowa (cho đến năm 1932) và tòa nhà của một trường nông nghiệp trên phố Pionierów (cho đến tháng 2 năm 1945).
Mãi đến thập niên 1990, ý tưởng thành lập một bảo tàng trong thành phố mới quay trở lại. Theo khởi xướng của Hội đồng Hiệp hội Sinh thái và Văn hóa, Phòng Bảo tàng chính thức mở cửa cho công chúng vào tháng 6 năm 2002. Phòng Bảo tàng bố trí triển lãm bên trong tòa nhà của Trung tâm Văn hóa Thành phố và Xã trên Quảng trường Chiến thắng. Phòng Bảo tàng được chuyển đổi thành Bảo tàng Khu vực vào năm 2013.

## Giờ mở cửa
Bảo tàng Khu vực ở Bobolice hoạt động quanh năm, mở cửa tất cả các ngày trong tuần. Khách tham quan phải trả phí vào cửa, riêng thứ Năm được vào cửa miễn phí.